# 謝爾蓋·里法

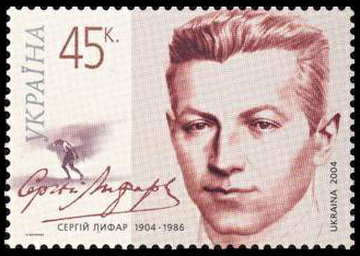
2004年烏克蘭發行紀念謝爾蓋·里法的郵票

謝爾蓋·里法（烏克蘭語：Сергій Михайлович Лифар，Serhіy Mуkhailovуch Lуfar，1905年4月15日—1986年12月15日）是烏克蘭的芭蕾舞者、編舞家與舞蹈理論家，為20世紀知名的男芭蕾舞者。

## 生平
里法於1905年出生於基輔，1920年入伯妮絲拉娃·尼金斯卡門下學習芭蕾舞，1921年在謝爾蓋·達基列夫下前往義大利杜林習舞。1923年他在俄羅斯芭蕾舞團登台首演，1925年成為舞團的主要舞者，被視為瓦斯拉夫·弗米契·尼金斯基的接班人。1929年，年僅24歲的里法受雅克·罗什邀請，至巴黎歌劇芭蕾舞團擔任芭蕾教師，負責執導舞團，為法國芭蕾舞界注入新血，他擔任此職近30年，直至1958年因與舞團管理層不合而辭職退休。
1986年里法病逝於瑞士洛桑，享壽81歲，安葬於圣热讷维耶夫代布瓦俄罗斯公墓。